# セックスポジション
セックスポジション（英語: Sexposition）とは、テレビドラマや映画などの映像メディアにおいて、セックスやヌードを背景として情報開示や状況説明を行うナラティブのテクニックである。
経済紙のフィナンシャル・タイムズには、「複雑なプロット説明と露骨な性的行為を組み合わせて聴衆を惹きつけること」と定義されている。また、ジャーナリストのジェイムズ・ポニーウォジックには、「目的は説明が行われている間に観客に気晴らしを与えつつ登場人物に何かやることを与えるというもの」と定義されており、この点でセックスポジションは単にサービスカットとして挿入されるだけで物語に貢献しない刺激的性描写とは異なる。

## 語源
セックス（sex）とエクスポジション（exposition, 説明・情報開示のこと）という2つの英単語によるかばん語である。性交体位を意味する「セックスポジション」（sex position）と発音は同じであるが、sexとpositionの間にスペースを入れず、一語で書く。
この言葉は2011年にブロガーで批評家のマイルズ・マクナットが作った新語である。HBOのテレビドラマシリーズ『ゲーム・オブ・スローンズ』において、登場人物が性的な行為を行いながら、プロットや人物の性格形成にかかわる極めて重要な情報を開示していくという場面を説明するために考案された言葉である。著者のジョージ・R・R・マーティンによると、原作小説である『氷と炎の歌』シリーズにおいてもテレビ版同様さまざまなセクシュアリティに関する描写があるが、セックスポジションに相当するテクニック自体は使われておらず、小説で用いられている動機やインセンティブの開示を映像が同じような手法で描くことが困難であるためにテレビ版ではセックスポジションというテクニックが用いられているということである。「セックスポジション」という言葉が作られて以来、『ゲーム・オブ・スローンズ』以前の多くの作品に見られる同様の場面についても、さかのぼってこの言葉が使われるようになった。こうした作品の例としては、HBOがこれより前に製作した『デッドウッド 〜銃とSEXとワイルドタウン』や、頻繁にストリップクラブが登場した『ザ・ソプラノズ 哀愁のマフィア』、同様の場面があった多数の古い警察映画、さらに1930年代のコミック『ジェーン』もあげられる。批評家のポニーウォジックによると、こうした場面を用いることの新奇性はヌードではなく、ヌードに情報の開示が伴っているという手法であり、それほどプロットが複雑化していなかった過去のテレビ番組ではこうしたテクニックがそれほど必要なかった。

## 批判
セックスポジションは批評家から批判を受けている。こうした批評家たちはセックスポジションはあまり適切とはいえないようなナラティブの戦略だと考えており、エロティックな描写にばかり訴えることで聴衆の知的能力を侮辱し、長々と続く説明の場面をうまく処理できずに一貫性のあるナラティブを組み立てられなかった脚本家が自分たちの失敗をごまかすため、セックスを導入してそれでなんとか観客が我慢して見られるレベルのものを作ろうとしているのだと批判している。第2シーズンのエピソード「ブラックウォーターの戦い」を監督したニール・マーシャルは、撮影の際に何度ももっと正面からの全裸描写を入れるよう頼まれたと回想している。マーシャルによると、プロデューサーは「このシリーズを作ってる他の皆はドラマの側に立ってるが、自分はエロに目が無い観客を代表しているんだ」と言ったということであり、これは主要なネットワークのプロダクションセットで起こったこととしては「ずいぶんとシュール」な体験であったという。『ゲーム・オブ・スローンズ』の製作総指揮者であるデイヴィッド・ベニオフは、個人的に「セックスシーンで説明される入り組んだプロットのポイントについてはあまり注意を払っていない」と認めているが、共同製作者のD・B・ワイスはこれに反対で、「セックスは人の注意を鷲づかみにします。ただ、ひとたびこれが関心をつかんでしまうと、なかなか解き放ってくれないものです」と述べている。セックスポジションの効果は監督によって非常に異なると言われているが、製作者たちは「セックスシーンはすべて、この番組にとくにその場面があるべきだと考えたからあるんです。HBOからセックスシーンをいくつ入れろというような割り当てがあるわけではありません」と説明している。
さらに、セックスポジションがほぼすべてヘテロセクシュアルの男性のみを想定しているという批判もある。

## 諷刺
ファンサイト"Winter is Coming"は、上記のニール・マーシャルの逸話について議論するために『サタデー・ナイト・ライブ』が2012年4月に放映した寸劇を紹介している。マーシャルのインタビューが公表される1か月以上前に放送されたもので、HBOの『HBOファースト・ルック』 の一話であるという設定で作られたコントである。これは13歳で『ゲーム・オブ・スローンズ』の「クリエイティブ・コンサルタント」になったアダム・フリードバーグという少年を主人公にしており、アンディ・サムバーグがこの役を演じている。この十代の青年は情報開示に伴う様々な性行為の場面がたくさんあって「確実にいっぱいオッパイが出せた」ことに非常に満足しているという設定であった。著者のマーティンに相当する役どころをボビー・モイニハンが演じており、フリードバーグについて「幻視者ですね。実際にセックスを書かなかった場面でも、私がまさにセックスのことを考えていたということを知っているんです」と言っている。作者であるマーティン本人もこのコントのことを知っており、サンディエゴコミコン・インターナショナルでフリードバーグが来られなかったのは「ベルファストでオッパイの出ない場面の撮影があり、適切な処理のためそちらに行く必要があった」と冗談にしている。